# Kvindeforum - en smalfilm
Kvindeforum - en smalfilm er en dansk dokumentarfilm fra 1989 instrueret af Irene Werner Stage.

## Handling
Denne artikel mangler et handlingsreferat. Hjælp os med at skrive det.